# Josep Ramisa i Vallcorba
Josep Ramisa i Vallcorba   (la Garriga, 4 de març de 1932) és un pintor i escultor català.

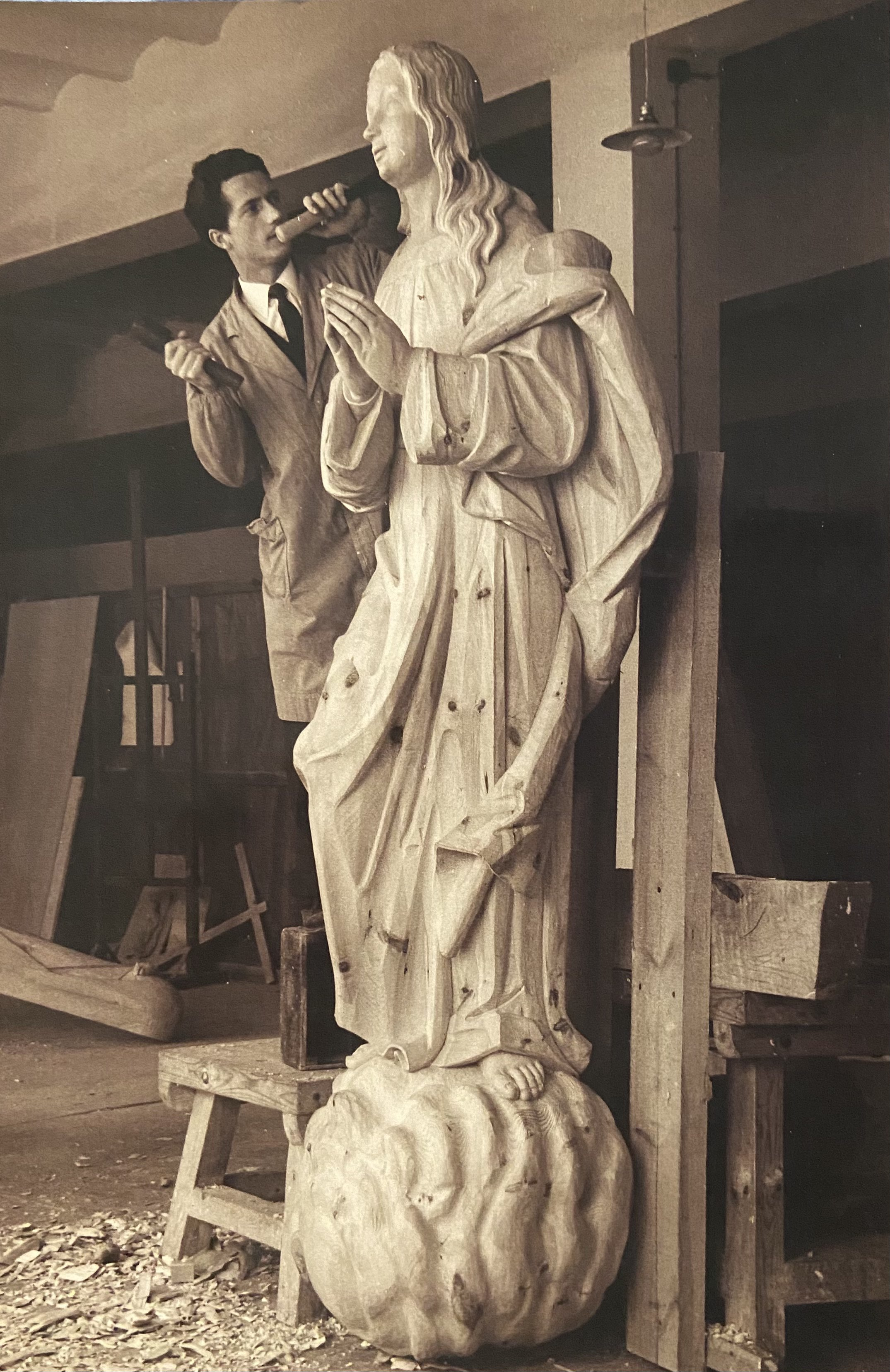
Verge de les Carmelites Descalçes

S'aficiona des de molt jove per la pintura i ja als deu anys participa en una exposició organitzada per les Galeries Laietanes per a pintors menors de trenta anys, exposició en la qual és premiat. L'any 1953 exposa pintures a la barcelonina Casa del llibre. És autor d'importants escultures entre les quals cal destacar una sèrie de relleus en bronze que es troben a la Basílica de la Mercè de Barcelona (1959) i la restauració de l'altar del Sant Sepulcre de la Galilea del Monestir de Poblet en alabastre (1960). També entre moltes altres es pot esmentar un via-crucis fris de fusta en talla directa per a l'església de les Carmelites descalces del carrer Immaculada de Barcelona i un crist en talla de fusta per a l'església de Ciales a Puerto Rico. El seu treball en el camp de la numismàtica i la medallística, des del 1960, com a autor de monedes de curs legal per a diferents països i de medalles amb relleu i difusió internacional és el que li ha donat major notorietat i reconeixement públic. Cal destacar que és l'autor de les primeres monedes commemoratives de curs legal (amb valors facials d'1, 20 i 100 Pesos) encunyades a l'illa de Cuba, fet que s'esdevingué l'any 1977. També entre d'altres és autor de dues monedes de la République Togolaise de 5000 i 10000 Francs Cfa, 1977; quatre de la República de Guinea Equatorial de 1000, 2000, 5000 i 10000 Ekuele, 1978 i quatre de la República Democràtica del Sudan de 5, 10, 25 i 50 LS, 1978. Entre les medalles sobresurten per la seva difusió: La Col·lecció de Medalles oficials commemoratives del Centenari del Comitè Olímpic Internacional i diverses Medalles oficials commemoratives del Centenari del Futbol Club Barcelona. És coautor junt amb el seu fill, Jordi Ramisa Martínez, de 15 dels anversos de la Col·lecció de 16 Medalles oficials commemoratives dels Jocs de la XXVa Olimpíada, Barcelona 1992. Aquestes medalles com moltes altres foren encunyades per la darrera l'empresa que funda amb la seva dona Josefa Martínez Ortega i els seus fills Jordi i Imma l'any 1985, Argentfí S.A.- Encunyacions Numismàtiques, empresa que va cessar l'activitat l'any 2001. Ha exposat medalles en diverses ocasions a les exposicions organitzades per la FIDEM (Fédération Internationale de la Médaille d'Art), singularment per darrer cop l'any 1992, on presenta una medalla titulada Splashes.

## Exposicions[calcitació]
- Museu i Centre d'Estudis de l'Esport Doctor Melcior Colet
- Museu Olímpic i de l'Esport Joan Antoni Samaranch (secció de numismàtica, al mig).
- Museu Olímpic de Lausana
- Galerías Layetanas. Barcelona. 1942.
- Casa del libro. Barcelona. 1953.
- XIX Congrés de la FIDEM. Florència. 1983.
- In the Round: Contemporary art medals of the world,an exhibition held at the British Museum, London, 11 September - 25 October 1992.